# Сыын-Чурээ
Гора Сыын-Чурээ расположена в 4 километрах севернее села Иштии-Хем Улуг-Хемского кожууна Республики Тыва, недалеко от шоссейной дороги Кызыл – Ак-Довурак.

## Описание
Гора Сыын-Чурээ имеет вид пирамиды, является природным и историческим объектом. На ее скальных участках рисунки древних людей – петроглифы (рисунки животных и военных конфликтов между племенами). Недалеко от горы находятся курганы, могильники позднескифского времени. Насчитано шесть кругов с диаметрами до 3 м, четко сложены и окаймлены камнями. Тувинская легенда гласит, что охотники останавливались на этом месте и варили сердце марала. Старожилы говорят, что гора на самом деле называется «Сын чурээ», так как является сердцем (центром) всех горных хребтов Тувы.

## Происхождение названия
Сыын-Чурээ в переводе «Маралье сердце», только правильнее будет - «Сердце тайги».
Очень красивая легенда сложена об этой удивительной горе. «Давным-давно в этих местах жила семья, в которой все предки были охотниками. Однако во время прогулки младший сын Сай-Даш встретил красивую девушку Хоруму из села Ишти-Хем. Они влюбились друг в друга с первого взгляда и стали встречаться. Когда Сай-Дашу исполнилось 16 лет, его отец подарил ему охотничье ружье, передающееся из поколения в поколение, от отца к сыну. Сай-Даш отправляется на охоту, а невеста Хорума ждет его в аале. Прощаясь с ней, жених обещает вернуться с богатой добычей. Целых десять дней он бродит за добычей. Спит у костра, по ночам ему снится прекрасная невеста Хорума. Однажды она является к нему вместе со своими подругами и зовет его. Во сне он кричит: «Хорумаааааа!» и просыпается, а вокруг ни души. Оказавшись в тайге, Сай-Даш попадает под чары хозяйки тайги Ай-Бес. Все дни она следит за охотником и влюбляется в него. Превратившись в марала, АйБес стоит на самой вершине горы с гордо поднятой головой и загадывает желание: «если охотник убьет меня – будет счастье Хорумы, а если пуля пролетит мимо, то будет мое счастье». Сай-Даш, затаив дыхание, стреляет в марала. Пуля попадает в лопатку. Вытащив нож, он побежал за зверем и видит, что вместо марала лежит девушка неземной красоты. Сай-Даш берет ее на руки. Девушка просит донести ее 16 до аала, он выполняет ее желание и попадает в царство хозяйки тайги. Ай-Бес решает навсегда оставить охотника у себя и превращает его в марала. Превратившись в животных, они гуляют по просторам тайги. Хорума ждет своего возлюбленного с первого дня и печалится. Каждый день он собирает в окрестностях своего поселка по одному камню и кладет камень на камень. Друзья и родные жалеют ее. А некоторые даже уговаривают ее выйти замуж за другого парня, т. к. прошло уже много лет. Но Хорума остается верна единственной любви. Камни, которые она собирает, превратились в скалистую гору. Каждый год к горе прилетает соловей и она просит сказать что-либо о возлюбленном. Но птица молчит. 85-летняя старушка Хорума, не дождавшись ответа, берет свой последний камень и кладет его на самую вершину горы, делает последний вздох и умирает. Сай-Даш подозревает, что в его жизни что-то происходит не так, часто пытает Айбес и она, пожалев Сай-Даша рассказывает ему о своих кознях. Сай-Даш – марал зовет Хоруму, но ответа нету. Поцеловав в последний раз, он бросается с вершины горы. Ай-Бес, превратившись снова в соловья, прилетает к горе, и только тогда поняв, что любовь главнее жизни, дает горе название Сыын-Чурээ.